# Ikke råbe, ikke dingle, hold din kæft og æd din kringle
Ikke råbe, ikke dingle, hold din kæft og æd din kringle er en kortfilm fra 1974 instrueret af Svend Erik Holst Jensen.

## Handling
En musical om reklamens magt.